# Chráněná krajinná oblast Žďárské vrchy
Chráněná krajinná oblast Žďárské vrchy (CHKO Žďárské vrchy) je chráněná krajinná oblast v Česku. Vyhlášena byla 30. července 1970. Správa CHKO sídlí ve Žďáru nad Sázavou, Dům přírody se nachází v Krátké. Rozloha CHKO činí 709 km², nadmořská výška se pohybuje v rozmezí 492 až 836 metrů, nejvyšším bodem je vrchol Devíti skal.
CHKO Žďárské vrchy se rozkládá na pomezí Pardubického kraje a Kraje Vysočina, přibližně mezi městy Hlinsko, Přibyslav, Žďár nad Sázavou, Nové Město na Moravě a Polička. Na severozápadě na ni bezprostředně navazuje Chráněná krajinná oblast Železné hory. Chráněné území pokrývá nejvyšší, severovýchodní část Českomoravské vrchoviny, tedy Žďárské vrchy a přilehlé vrchoviny. Krajina na většině území je vrchovinná až pahorkatinná. Vrcholy jsou převážně zaoblené (ve vrcholových partiích se však často vyskytují skalní bloky), svahy povlovné, údolí mělká a široká. Krajina si zachovala poměrně vyvážený ráz.
Jedná se oblast přirozené akumulace vod: pramení zde řada řek (Sázava, Chrudimka, Doubrava, Svratka a Oslava) a prostírá se tu několik rybničních soustav (největší rybníky jsou Velké Dářko, Veselský rybník, Matějovský rybník, rybníky Řeka a Medlov. Touto oblastí prochází evropské rozvodí Černého a Severního moře.
Klima oblasti je chladnější, vlhčí a větrnější. Asi polovinu území pokrývá les; jedná se většinou o umělé smrkové monokultury na místě přirozeného jedlobukového lesa. Jsou zde cenná společenstva rašelinišť a vlhkých rašelinných luk s významným výskytem řady chráněných a ohrožených druhů rostlin.
V rámci CHKO jsou vyhlášena maloplošná zvláště chráněná území. Jedná se o čtyři národní přírodní rezervace, devět přírodních rezervací a 36 přírodních památek.